# Rząd Pedra Santany Lopesa
Rząd Pedra Santany Lopesa (port. XVI Governo Constitucional de Portugal – XVI rząd konstytucyjny Portugalii) – rząd Portugalii funkcjonujący od 17 lipca 2004 do 12 marca 2005.
Utworzony po zwycięskich dla centroprawicy wyborach parlamentarnych w 2002 rząd kierowany przez José Manuela Durão Barroso ustąpił w związku z powołaniem premiera na stanowisko przewodniczącego Komisji Europejskiej. 17 lipca 2004 na czele nowego gabinetu stanął Pedro Santana Lopes. Rząd tworzyła koalicja Partii Socjaldemokratycznej (PSD) oraz Centrum Demokratycznego i Społecznego – Partii Ludowej (CDS/PP). Po przedterminowych wyborach w 2005 do władzy powrócili socjaliści.

## Skład rządu
- Premier: Pedro Santana Lopes (PSD)
- Minister stanu, minister aktywizacji gospodarczej i pracy: Álvaro Barreto (PSD)
- Minister stanu, minister obrony narodowej i spraw morskich: Paulo Portas (CDS/PP)
- Minister stanu, minister ds. prezydencji: Nuno Morais Sarmento (PSD)
- Minister finansów i administracji publicznej: António Bagão Félix (bezp.)
- Minister spraw zagranicznych: António Monteiro (bezp.)
- Minister administracji i spraw wewnętrznych: Daniel Sanches (bezp.)
- Minister ds. miast, samorządów, mieszkalnictwa i rozwoju regionalnego: José Luís Arnaut (PSD)
- Minister sprawiedliwości: José Pedro Aguiar-Branco (PSD)
- Minister rolnictwa, rybołówstwa i leśnictwa: Carlos Costa Neves (PSD)
- Minister edukacji: Maria do Carmo Seabra (bezp.)
- Minister nauki, innowacji i szkolnictwa wyższego: Graça Carvalho (PSD)
- Minister zdrowia: Luís Filipe Pereira (PSD)
- Minister ochrony socjalnej, rodziny i dzieci: Fernando Negrão (PSD)
- Minister robót publicznych, transportu i komunikacji: António Mexia (bezp.)
- Minister kultury: Maria João Bustorff (bezp.)
- Minister ochrony środowiska i planowania przestrzennego: Luís Nobre Guedes (CDS/PP)
- Minister turystyki: Telmo Correia (CDS/PP)
- Minister delegowany: Henrique Chaves (PSD, do 24 listopada 2004), Rui Gomes da Silva (PSD, od 24 listopada 2004)
- Minister ds. kontaktów z parlamentem: Rui Gomes da Silva (PSD, do 24 listopada 2004)
- Minister ds. młodzieży i sportu: Henrique Chaves (PSD, od 24 listopada 2004 do 2 grudnia 2004)